# Omnio
Omnio è il secondo album in studio del gruppo musicale In the Woods..., pubblicato nel 1997 dalla Misanthropy Records.

## Tracce
1. 299 796 km/s – 14:47
2. I Am Your Flesh – 7:09
3. Kairos! – 3:36
4. Weeping Willow – 11:41
5. Omnio? - Pre – 12:01
6. Omnio? - Bardo – 5:56
7. Omnio? - Post – 8:09

## Formazione
- Jan Kenneth Transeth - voce
- Synne Soprana - voce
- Christian Botteri - chitarra
- Oddvar Moi - chitarra
- Bjørn H. - chitarra
- Christopher Botteri - basso
- Anders Kobro - batteria